# Sárská vlajka

Sárska vlajka
Poměr stran: 3:5

Vlajka Sárska,  jedné ze spolkových zemí Německa, je tvořena listem o poměru stran 3:5 se třemi vodorovnými pruhy – černým, červeným a žlutým (tedy německou vlajkou) a znakem země uprostřed.
Vlajka byla zavedena od 1. ledna 1957, v den připojení Sárska k Západnímu Německu. Vlajka záměrně převzala černo-červeno-žluté německé barvy.

## Historie
Současný německý spolkový stát Sársko před první světovou válkou neexistoval. Toto území bylo součástí Bavorského a Pruského království. Sárské teritorium (německy Saargbiet) bylo poprvé vytvořeno Versailleskou smlouvou z 28. června 1919, s platností od 20. ledna 1920. Zůstalo formálně německým územím, ale pod záštitou Společnosti národů a spravováno Francií. 28. července 1920 vydala vládní komise nařízení o čtvrceném znaku, který obsahoval znaky sárských měst. Vznikla také vlajka tvořená třemi vodorovnými pruhy: modrým bílým a černým. Barvy byly odvozeny od barev sárských zbrojovek, ale mohly být také interpretovány jako kombinace pruské (černo-bílá) a bavorské vlajky (modro-bílá). Symboly byly užívány až do 1. března 1935, kdy bylo Sársko znovu začleněno do Německé říše. Vzhledem k tomu, že Německá říše byla v té době řízena nacisty, kteří centralizovali moc v Berlíně, nebyly pro Sársko vytvořeny žádné nové symboly.
Po druhé světové válce bylo Sársko obsazeno francouzskými vojsky. Sárskou ústavou z 15. prosince 1947 byla vytvořena nová vlajka a zákonem ze 14. prosince 1948 nový znak. Vlajka, byla přijata 17. prosince 1947 a byla tvořena bílým skandinávským křížem, který rozděloval list vlajky na modrá (při žerdi) a červená pole (ve vlající části). Barvy a dokonce i jejich uspořádání byly odvozené z francouzské trikolory.

Vlajka Sárského teritoria (1920–1935) Poměr stran: 2:3
Vlajka Sárska (1947–1956) Poměr stran: 2:3

Po referendu o připojení ke Spolkové republice Německo z roku 1955 bylo Sársko připojeno s účinností od 1. ledna 1957. Dne 9. července 1956 rozhodl sárský parlament o nových zemských symbolech, tím i vlaky. Ta byla zveřejněna 10. září 1956 v Amtsblatt des Saarlandes (Úřední věstník Sárska), s platností taktéž od připojení Sárska k Německu.

## Vlajky sárských okresů

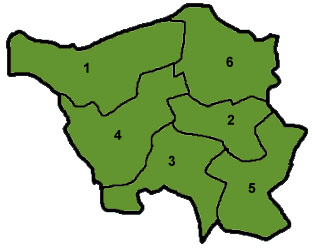
Sárské zemské okresy

Sársko se člení na 6 zemských okresů. Všechny užívají vlastní vlajku:

Zemský okres Merzig-Wadern (1) Poměr stran: 3:5
Zemský okres Neunkirchen (2) Poměr stran: 3:5
Regionální svazek Saarbrücken (3) Poměr stran: 2:3
Zemský okres Saarlouis (4) Poměr stran: 3:5
Zemský okres Sárská Falc (5) Poměr stran: 3:5
Zemský okres St. Wendel (6) Poměr stran: 3:5